# Hajrudin Krvavac
Hajrudin "Siba" Krvavac, né à Sarajevo (Royaume des Serbes, Croates et Slovènes) le 22 décembre 1926 et mort à Sarajevo (Bosnie-Herzégovine) le 11 juillet 1992 , est un réalisateur et scénariste bosnien connu pour avoir réalisé plusieurs films de partisans.

## Filmographie partielle

### Au cinéma
- 1969 : La Bataille du dernier pont (Most)
- 1972 : Walter défend Sarajevo (Valter brani Sarajevo)